# 香港10號幹線
10號幹線（英語：Route 10）是香港的主要公路幹線，東角頭－藍地段于2007年7月1日通车，亦是唯一一條全線是快速公路，幹線由深圳灣公路大橋（深港西部通道）及港深西部公路（前稱后海灣幹線）組成、連接屯門藍地的元朗公路及深圳灣口岸港方口岸區，全長10.9公里。幹線全線均為三線雙程分隔行車路。

## 歷史

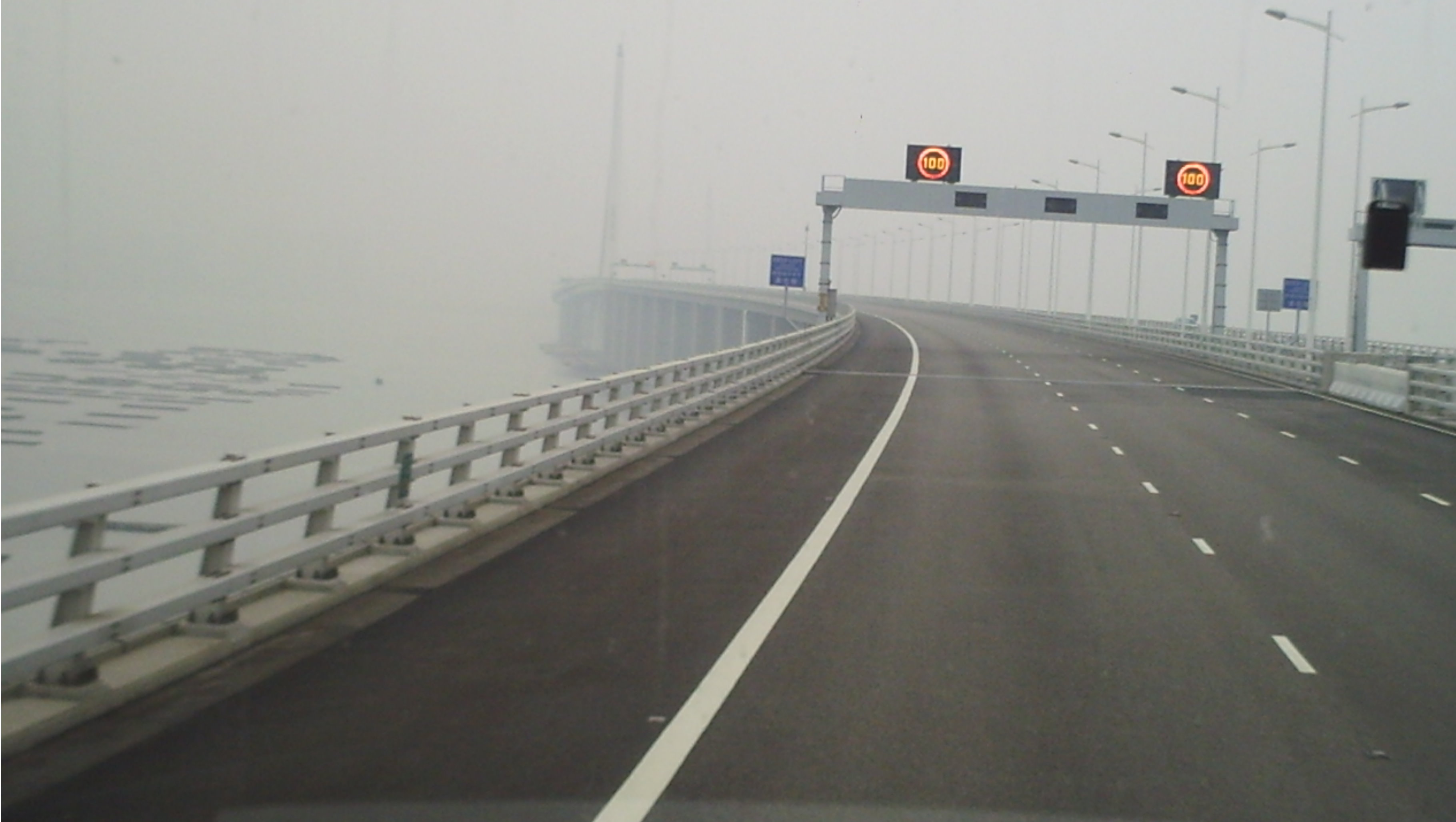
橫跨粵港邊界的深圳灣公路大橋亦屬10號幹線

1980年代，香港政府研究在竹篙灣及交椅洲一帶填海發展港口的計劃，當中包括連接香港島的陸路交通網絡。最初於1997年提出的10號幹線較詳細計劃，是由香港島的堅尼地城開始，經過曾經倡議的青洲發展區、青洲連接路（連接交椅洲的隧道）、位於交椅洲及竹篙灣的擬建大嶼山港口、橫跨馬灣海峽至青龍頭的大橋（後稱青龍大橋）、青龍頭至掃管笏的公路（後稱大欖涌隧道）、掃管笏交匯處（連接屯門公路），最後經隧道（後稱藍地隧道）與近天水圍的元朗公路交匯（後來改為藍地交匯處），並連接當時計劃的后海灣連接路（今港深西部公路）直達深圳。
此後數年，隨著規劃的更改、市民及議員的反對，以及交通需求預測放緩，10號幹線多項設計被修改，甚至被擱置。政府曾於2000年宣佈開展進行10號幹線（元朗至北大嶼山段南段）（即掃管笏至北大嶼山）的工程，年間共收到500多份反對書。政府曾修訂定線，刪除小欖連接路，並在2002年6月28日刊憲。由於政府預測交通需求增長放緩，道路飽和情況比最初估計輕微，加上大欖隧道的營運者反對，最終不獲立法會議員支持興建，因此興建計劃需要押後。而政府於2004年作出《二零零四年新界西北交通及運輸基建檢討》後，亦建議對元朗至北大嶼山段作出多項檢討。
至於堅尼地城至大嶼山段，由於青洲填海區計劃被擱置，而原定興建10號貨櫃碼頭的填海用地已被改為興建香港迪士尼度假區，而且大嶼山東南發展及人口增長比預期放緩，因此這一段相信也已經擱置興建，於《二零零四年新界西北交通及運輸基建檢討》內，已沒有提及興建此段。
然而，為配合深港西部通道的通車，后海灣幹線（現稱港深西部公路）率先於2003年動工興建，亦已於2007年7月1日通車。而這兩條道路亦納入10號幹線，成為10號幹線首段通車的道路。如果上述計劃中路段落實，10號幹線亦會和4號幹線及8號幹線連接。
在屬深圳區域但設為港方口岸區的開始點設有一以新字形標示「粵港澳高速公路終點」路牌

## 組成路段
| 10號幹線路段                               | 10號幹線路段   | 10號幹線路段 | 10號幹線路段                     |
| 行政區                                     | 路段名稱       | 連接幹線     | 備註                             |
| ------------------------------------------ | -------------- | ------------ | -------------------------------- |
| 深圳南山區、屯門區                         | 深圳灣公路大橋 |              | 邊境禁區，沒有有效證件者不準前往 |
| 屯門區                                     | 港深西部公路   | 元朗公路     |                                  |
| 屯門東繞道（規劃中）                       |                |              |                                  |
| 屯門至赤鱲角連接路、順朗路（未來計劃納入） |                |              |                                  |

### 未來發展

#### 元朗至赤鱲角段
政府於2007年宣佈興建屯門至赤鱲角連接路和屯門西繞道，有關路段將取代前述由元朗經掃管笏往大嶼山的走線，成為10號幹線的延長段。其中屯門至赤鱲角連接路於2013年動工，2020年12月27日通車；屯門西繞道至今仍在檢討走線，未有動工時間表。由於走線爭議大建造難度高，因此2020年12月底政府決定更改方案，改行屯門東並易名為屯門繞道，預計2036年前完工。
元朗至赤鱲角段全段通車後，10號幹線將會與8號幹線連接，同時接通深圳灣口岸和港珠澳大橋香港口岸，珠海和澳門車輛可以經香港往返深圳。

#### 元朗至香港島段（已改為11號幹線）
如前所述，政府亦曾計劃興建藍地至大嶼山段及大嶼山至香港島段，使10號幹線成為一條連接新界西、大嶼山和香港島的幹線公路，全長29.5公里。路段由藍地隧道、掃管笏交匯處、大欖涌隧道、青龍大橋、竹篙灣連接路（包括竹篙灣公路）及青洲隧道組成。當中掃管笏至大嶼山段原已於2002年刊憲，惟受立法會及各方反對下而被擱置。
直至2017年1月，政府宣佈重新研究興建一段連接北大嶼山至元朗之公路幹線，相關路段將會被納入未來的11號幹線。

## 路線

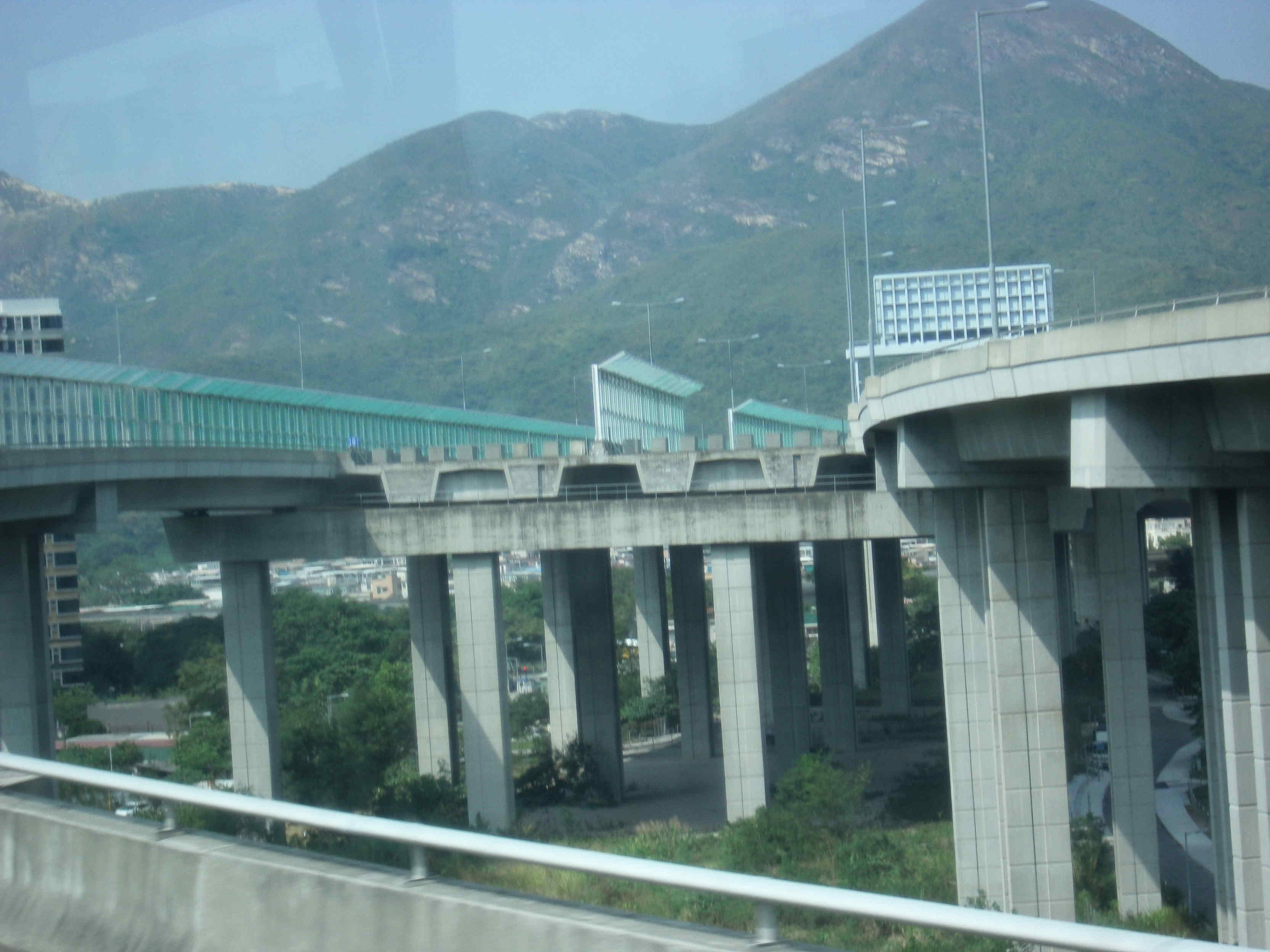
港深西部公路連接10號幹線主線預留位

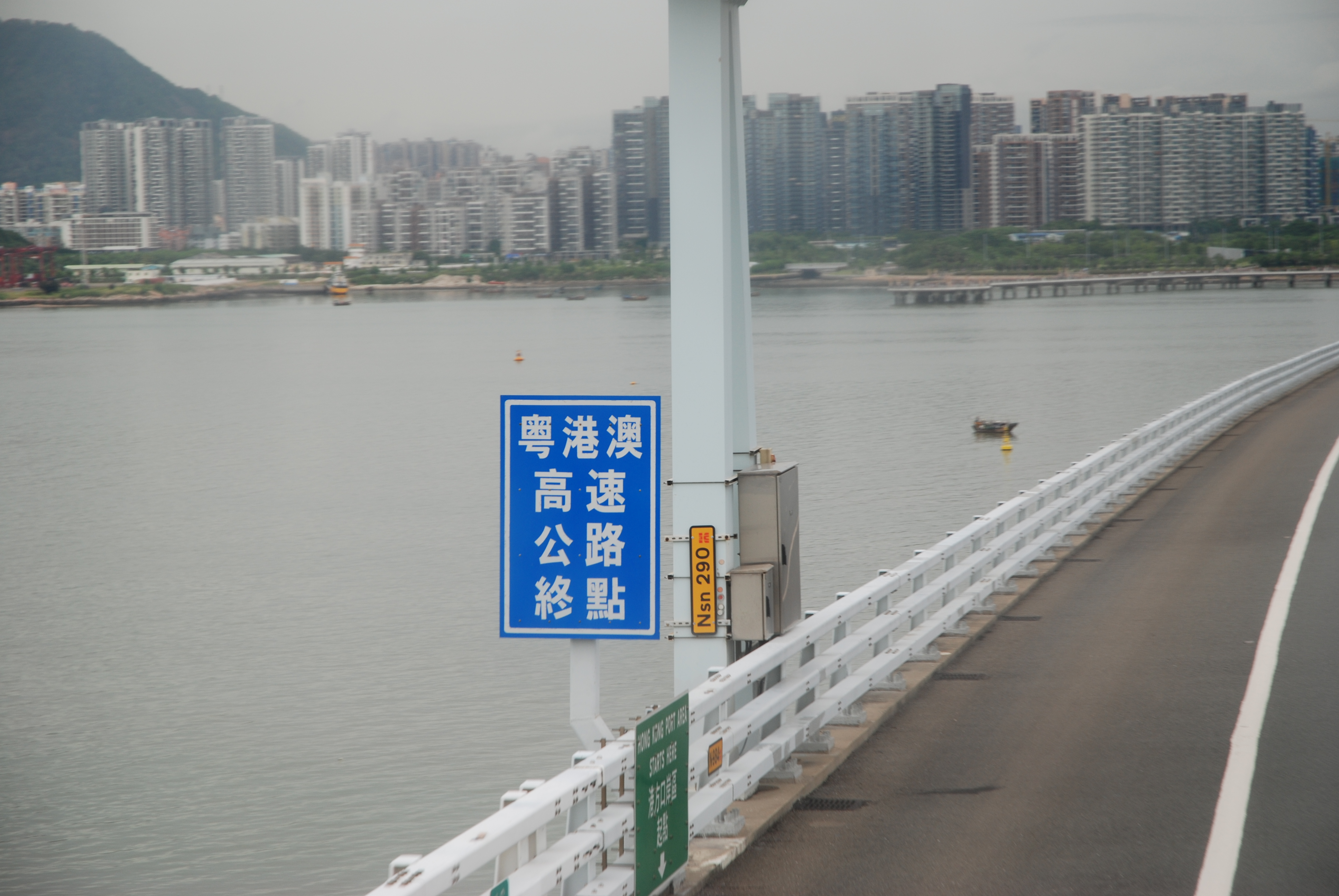
「粵港澳高速公路終點」標示在香港10號幹線之深圳灣公路大橋上

10號幹線起始於深圳市的深圳灣口岸香港口岸區，沿深港西部通道跨過后海灣（深圳灣），然後經港深西部公路到達元朗公路近藍地交匯處，與9號幹線連接。
由廈村交匯處以西的一段10號幹線為封閉道路，只限持有通行許可證的車輛及市區、新界的士進入。

## 出口
| 10號幹線       | 10號幹線                        | 10號幹線         | 10號幹線         | 10號幹線           | 10號幹線                               | 10號幹線        | 10號幹線       | 10號幹線                                   |
| 里程           | 名稱                            | 往深圳灣口岸方向 | 往深圳灣口岸方向 | 往深圳灣口岸方向   | 往藍地方向                             | 往藍地方向      | 往藍地方向     | 備註                                       |
| 里程           | 名稱                            | 編號             | 連接道路         | 前往地區           | 前往地區                               | 連接道路        | 編號           | 備註                                       |
| 連接深圳灣口岸 | 連接深圳灣口岸                  | 連接深圳灣口岸   | 連接深圳灣口岸   | 連接深圳灣口岸     | 連接深圳灣口岸                         | 連接深圳灣口岸  | 連接深圳灣口岸 | 連接深圳灣口岸                             |
| 深圳灣公路大橋 | 深圳灣公路大橋                  | 深圳灣公路大橋   | 深圳灣公路大橋   | 深圳灣公路大橋     | 深圳灣公路大橋                         | 深圳灣公路大橋  | 深圳灣公路大橋 | 深圳灣公路大橋                             |
| -------------- | ------------------------------- | ---------------- | ---------------- | ------------------ | -------------------------------------- | --------------- | -------------- | ------------------------------------------ |
| 5.8            | 廈村交滙處                      | 1                | 廈村路           | 屯門、天水圍、元朗 | 深圳灣、廈村、流浮山                   | 廈村路          | 1              | 沒有禁區許可證之北行車輛，必須由此出口離開 |
| 9.3            |                                 |                  |                  |                    | 屯門、九龍 (經屯門公路) 、機場、迪士尼 | 元朗公路 (東行) | 3              |                                            |
| 9.3            | 天水圍、元朗、九龍 (經大欖隧道) | 元朗公路 (西行)  |                  |                    |                                        |                 |                |                                            |
| 連接元朗公路   |                                 |                  |                  |                    |                                        |                 |                |                                            |